# Haarlem Basketball Week

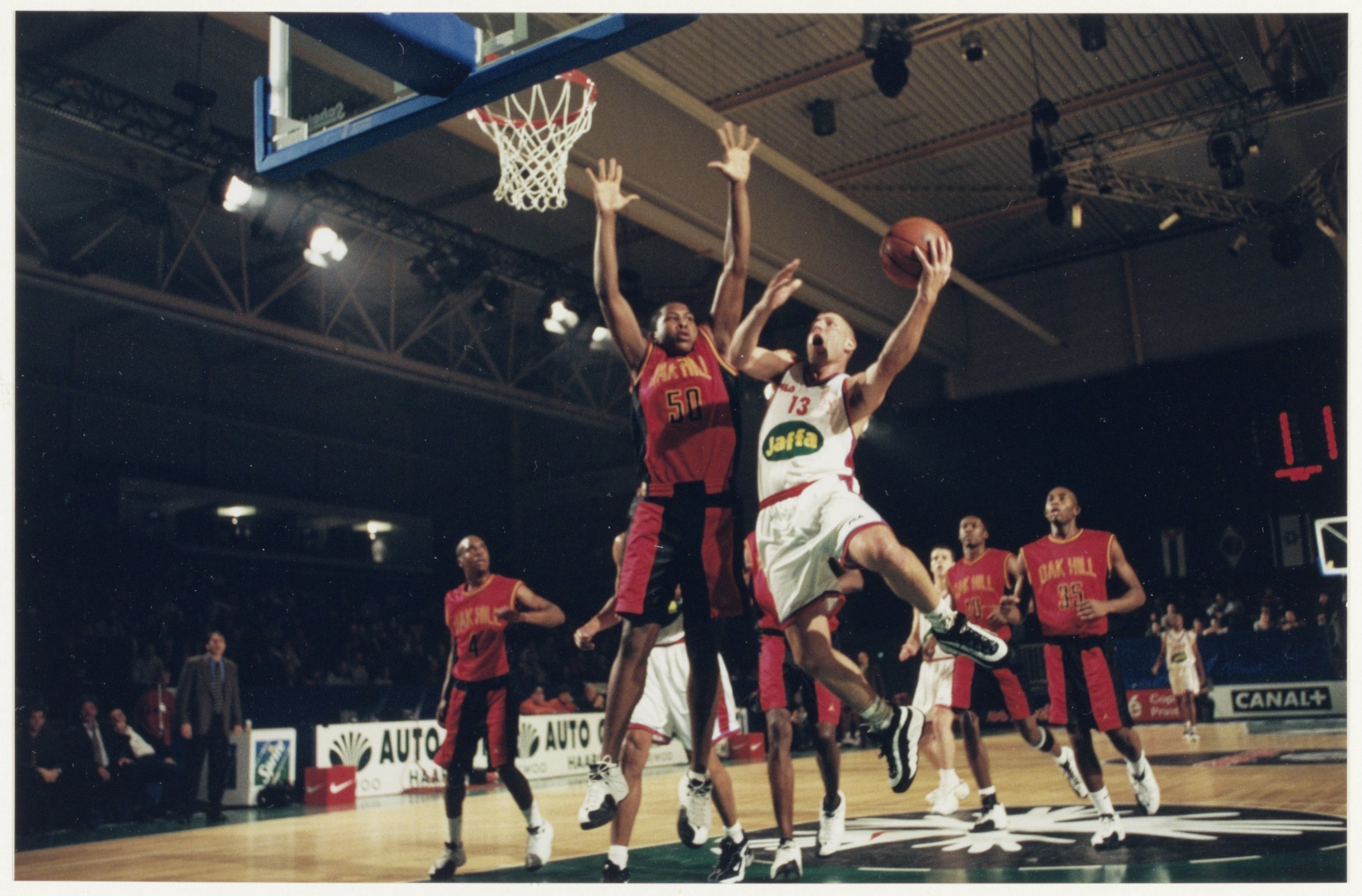
Een wedstrijd van de Haarlem Basketball Week in 1997

De Haarlem Basketball Week was een vriendschappelijk basketbaltoernooi in Haarlem. Het evenement vond voor het eerst plaats in 1982.

## Het toernooi
Het toernooi werd vanaf 1982 (bijna) elk jaar in de kerstvakantie gehouden tijdens de winterstop van de reguliere competitie. In 1998-99 wordt het toernooi gehouden in Rotterdam als Holland Basketball Week. Er worden drie toernooien gehouden. Na de twintigste Basketball Week eind 2002, die weer in Haarlem werd gehouden, duurde het tot 2006 totdat de 21e editie gespeeld zou worden. Het deelnemersveld bestond uit zowel Nederlandse als buitenlandse teams. Vanaf het seizoen 2007 werd de naam veranderd van Haarlem Basketball Week naar Amsterdam Haarlem Basketball Week en zou in de even jaren in Amsterdam (Sporthallen Zuid) worden gespeeld en in de oneven jaren in Haarlem (Kennemer Sportcenter). In 2008 werd daarom in Amsterdam gespeeld. Daarna werd echter de editie van 2009 afgelast vanwege het faillissement van de organisator. De rechten kwamen bij de gemeente Haarlem te liggen en het toernooi verhuisde terug naar Haarlem en ging als Haarlem Basketball Classic verder. In december 2010 ging na het afhaken van twee deelnemende teams het toernooi wederom niet door.
In februari 2011 werd bekend dat gekeken werd of het toernooi naar Groningen verhuisd kon worden, maar Groninger basketbalclub GasTerra Flames gaf al snel te kennen niet mee te willen doen. Nadat er niet op tijd sponsoren gevonden konden worden werd in augustus 2011 de organiserende stichting van de HBC opgeheven wat het definitieve einde van het toernooi betekende.
In 2012 werd onder de naam Groninger Basketball Week een doorstart gemaakt, met medewerking van Frank Voskuilen, oprichter van de HBW.

## Winnaars
| Jaar      | Editie   | Winnaar                    |
| --------- | -------- | -------------------------- |
| 1982-1983 | 1e HBW   | Berloni Torino             |
| 1983-1984 | 2e HBW   | Elmex Leiden               |
| 1984-1985 | 3e HBW   | Marathon Oil Chicago       |
| 1985-1986 | 4e HBW   | Joegoslavië                |
| 1986-1987 | 5e HBW   | Marathon Oil Chicago       |
| 1987-1988 | 6e HBW   | Canada                     |
| 1988-1989 | 7e HBW   | Žalgiris Kaunas            |
| 1989-1990 | 8e HBW   | Levi’s WBL All Stars       |
| 1990-1991 | 9e HBW   | Levi’s WBL All Stars       |
| 1991-1992 | 10e HBW  | Australië                  |
| 1992-1993 | 11e HBW  | Hapoel Eilat/Eilot         |
| 1993-1994 | 12e HBW  | Olympique d'Antibes        |
| 1994-1995 | 13e HBW  | São Paulo FC               |
| 1995-1996 | 14e HBW  | Kalev Tallinn              |
| 1996-1997 | 15e HBW  | Maccabi Elite Tel Aviv     |
| 1997-1998 | 16e HBW  | Brazilië                   |
| 1998-1999 | 17e HBW  | Zepter Partizan Belgrado   |
| 1999-2000 | 18e HBW  | ASVEL Lyon-Villeurbanne    |
| 2000-2001 | 19e HBW  | Athlon Ieper               |
| 2002-2003 | 20e HBW  | Ricoh Astronauts Amsterdam |
| 2006-2007 | 21e HBW  | EiffelTowers Den Bosch     |
| 2007-2008 | 22e AHBW | EclipseJet Amsterdam       |